# موسى سلمى
موسى سلمى سياسي صحراوي، شغل منصب وزير الشباب والرياضة وعدة مناصب اخرى في حكومة الجمهورية العربية الصحراوية الديمقراطية .